# Gottlob Frege
Friedrich Ludwig Gottlob Frege (IPA: [ˈɡɔtloːp ˈfreːɡə]; Wismar, 8 novembre 1848 – Bad Kleinen, 26 luglio 1925) è stato un matematico, logico e filosofo tedesco, padre della moderna logica matematica, e poi polemicamente proclamato anche padre della filosofia analitica dal lavoro esegetico di Michael Dummett, nonché studioso di epistemologia,  filosofia della matematica e di filosofia del linguaggio.

## Logica e filosofia della matematica
(Ludwig Wittgenstein, Tractatus Logico-Philosophicus, Prefazione)

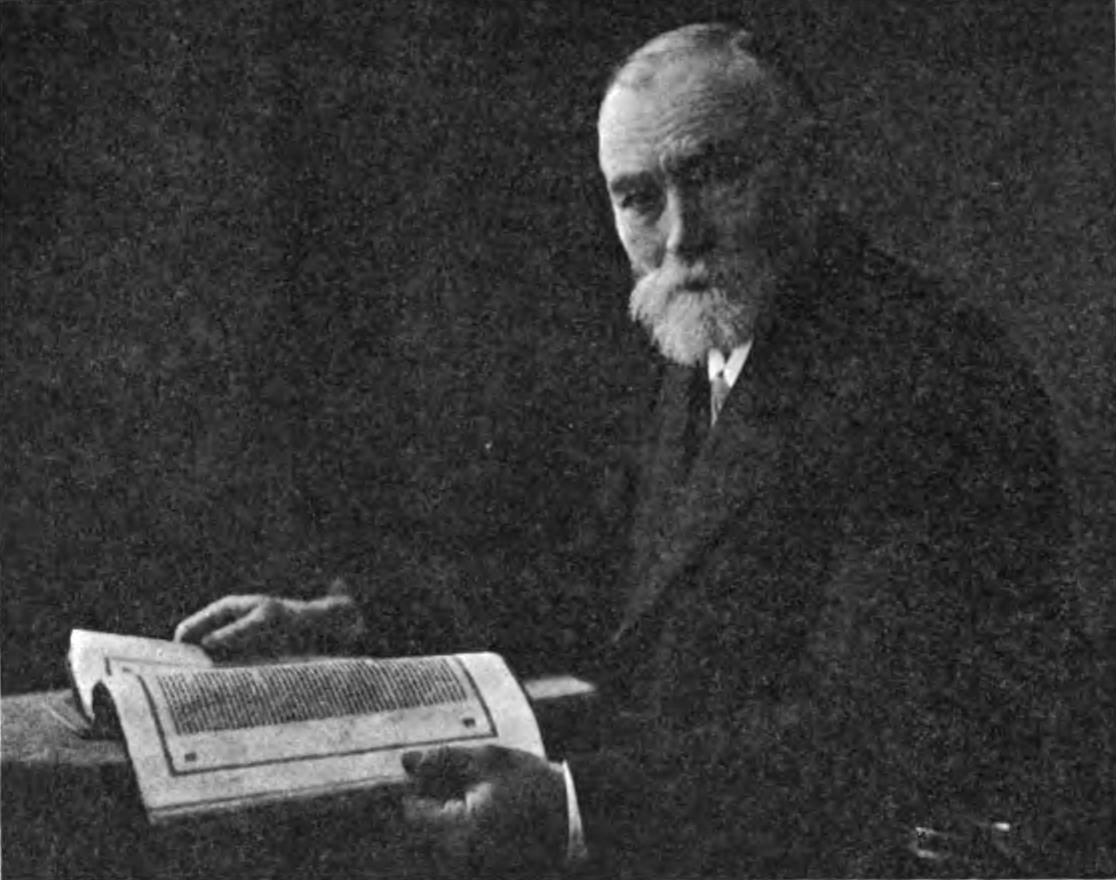
Foto di Frege

Frege è considerato quasi unanimemente dalla critica odierna uno dei più grandi logici dopo Aristotele, ed è il padre del pensiero formale del Novecento. Per esempio, Jan Łukasiewicz lo definisce "il più grande logico dei nostri tempi", mentre secondo Józef Maria Bocheński il suo primo libro, l'Ideografia, «può essere paragonato soltanto a un'opera nell'intera storia della logica, gli Analitici Primi di Aristotele». Questo suo scritto rivoluzionario (intitolato in tedesco Begriffsschrift, "Scrittura per concetti", e pubblicato nel 1879) ha segnato l'inizio di una nuova epoca nella storia della logica, sostituendo la vecchia logica del rapporto genere-specie, che era rimasta pressoché inalterata per secoli dopo la formalizzazione di Aristotele nell'Organon, con una logica delle funzioni n-esime mutuata dalla matematica.
Frege è stato il primo fautore del logicismo, ossia della prospettiva secondo la quale l'aritmetica, in quanto costituita da proposizioni analitiche, sarebbe riducibile alla sola logica. In pratica, tramite la realizzazione del suo progetto, egli avrebbe dimostrato che i giudizi dell'aritmetica non sono sintetici a priori (come aveva ritenuto Immanuel Kant nella Critica della ragion pura), ma analitici; pertanto sono dimostrabili in modo esclusivamente logico, cioè facendo ricorso soltanto alle regole del pensiero razionale. In breve, Frege voleva dimostrare che, con la teoria degli insiemi e una buona definizione di logica, si potessero derivare tutti gli insiemi numerici. Tutta l'aritmetica diventa costruzione logica. Ciò non vale per la geometria, che per Frege (come per Kant) è sintetica a priori, in quanto basata sull'intuizione pura dello spazio; infatti egli polemizzerà con David Hilbert, che, con il suo formalismo matematico, aveva tentato di ricondurre anche la geometria ad assiomi puramente logici.
Oltre alla già citata Ideografia, egli successivamente tentò di fondare l'aritmetica su basi logiche in Die Grundlagen der Arithmetik ("I Fondamenti dell'aritmetica") e in Grundgesetze der Arithmetik ("I Principi dell'aritmetica"): queste opere rappresentarono appunto il tentativo di derivare esplicitamente le leggi dell'aritmetica da un sistema di assiomi mediante un calcolo logico costituito da lunghe catene deduttive nelle quali, secondo Frege, non avrebbe dovuto inserirsi nulla di intuitivo e di non deducibile logicamente. Dati i limiti del linguaggio naturale, sottolineati spesso in modo critico dallo stesso Frege, al fine di realizzare questo progetto era necessario utilizzare un linguaggio formale dotato di un suo proprio simbolismo, di un "linguaggio in formule del pensiero puro a imitazione di quello aritmetico": è appunto questo il linguaggio simbolico presentato nell'Ideografia. Nasceva così la logica simbolica.
Nonostante la portata rivoluzionaria di questo progetto di costruzione di un linguaggio artificiale in grado di rappresentare enunciati e giudizi, che rappresentava la realizzazione del sogno di Leibniz di elaborare una characteristica universalis e un calculus ratiocinator (realizzato, quest'ultimo, già da George Boole), attualmente il simbolismo fregheano, la cui lettura è particolarmente ostica, è stato sostituito da uno più semplice, elaborato sostanzialmente da Giuseppe Peano e divulgato da Bertrand Russell e Alfred North Whitehead nei Principia Mathematica.
Il 16 giugno 1902, dopo la pubblicazione del primo volume dei Principi (a spese dello stesso autore, dato che questi non godeva ancora di un particolare successo) e poco prima della pubblicazione del secondo (1903), il già citato matematico britannico Russell (altro grande teorico del logicismo) inviò a Frege una lettera, che quest'ultimo accolse con costernazione, in cui, nonostante il generale apprezzamento per il paradigma logicista, egli sosteneva nondimeno che il V assioma dei Principi (quello che derivava il principio di David Hume e che introduceva la nozione di estensione di concetto o, per usare un'espressione fregeana, il "decorso di valori") permetteva di derivare una contraddizione. Ecco il testo integrale della lettera di Russell:
Mediante il cosiddetto paradosso di Russell (scoperto in realtà da Ernst Zermelo qualche anno prima), il filosofo britannico mostrò dunque che il V assioma dei Principi portava a una contraddizione, che Frege riconobbe in un'appendice al secondo volume dell'opera, abbozzandone una soluzione che però risultava insoddisfacente date le pretese dell'opera di fondare la matematica non sull'intuizione, e che venne in seguito abbandonata dallo stesso autore. Frege fu perciò costretto a dichiarare «risolti in un completo fallimento» i suoi sforzi di chiarire il concetto di numero. In ogni caso, dopo la sua morte i teoremi di incompletezza di Gödel avrebbero dimostrato formalmente che lo scopo da lui perseguito era semplicemente irraggiungibile.
Dopo l'abbandono del paradigma logicista, che invece fu portato avanti da Russell e Whitehead nei "Principia Mathematica" (e che ancora vanta alcuni esponenti tra cui Crispin Wright e la sua scuola, detti dei "neologicisti"), Frege tentò la riduzione della matematica alla geometria e all'intuizione sensibile pura dello spazio: ciò costituiva però una resa incondizionata al Kant dell'estetica trascendentale; infatti Frege così sosteneva (come Kant) il carattere sintetico a priori non solo della geometria, ma anche dell'aritmetica, determinando i numeri complessi (non più i numeri interi positivi) nei termini del rapporto tra punto e linea nel piano. L'opera però rimase incompleta e comunque infruttuosa, alla luce anche della concezione introdotta dall'intuizionismo matematico di Luitzen Brouwer.

## Senso e significato
Una delle sue opere principali è senz'altro Senso e Significato (Über Sinn und Bedeutung), pubblicata nel 1892.

### Funzione e concetto
Si illustrano di seguito alcuni fondamenti dell'ideografia elaborata da Frege.
- Funzione. Secondo l'analisi matematica superiore, per Funzione di x si intende un'espressione di calcolo contenente x in qualità di argomento variabile. Ebbene: questa definizione è insufficiente, in quanto non distingue la forma dal contenuto. Anzitutto va chiarito che l'argomento non è parte della funzione: essa in partenza è insatura, ossia contiene un "posto vuoto" da riempire, appunto, con un argomento; quando alla funzione si attribuisce un argomento, essa assume un valore. Due funzioni hanno lo stesso decorso di valori, se con gli stessi argomenti assumono gli stessi valori. Sotto questo aspetto, per Frege, l'aritmetica non è che una logica ulteriormente sviluppata: da un dominio binario, su un campo di valori costituito dall'insieme (vero, falso), si passa a un campo più ampio (l'insieme dei numeri naturali, o dei numeri reali, o altro).
- Concetto. Il concetto è una funzione il cui valore, con un argomento x, è sempre un valore di verità.
- Estensione del concetto: è il decorso dei valori di una funzione il cui valore per qualsiasi argomento è un valore di verità.

Le uguaglianze matematiche svolgono una funzione affine a quella di enunciati assertori. Consideriamo come esempio l'enunciato: «Cesare conquistò la Gallia».

- Cesare è una parte finita in sé stessa (argomento della funzione);
- ( ) conquistò la Gallia è un'espressione insatura, ha bisogno di essere completata da un argomento. L'argomento, pertanto, non deve essere necessariamente un numero, bensì qualsiasi oggetto, purché adatto alla funzione: anche, eventualmente, una persona.

- Oggetto: tutto ciò che non è funzione, la cui espressione non è insatura, non reca cioè con sé posti vuoti.

Le funzioni si differenziano quindi dagli oggetti, si differenziano inoltre tra funzioni che hanno come argomento altre funzioni e funzioni che hanno come argomento oggetti. Si definiscono di primo livello se l'argomento è un oggetto. Di secondo livello se l'argomento è una funzione.
- Relazione: funzione a due argomenti che assume un valore di verità.

### Sensoesignificatosecondo Frege
Per usare una terminologia tipicamente husserliana, per Frege ogni termine concettuale ha un senso e un significato. Il termine concettuale è un nome comune con un senso e un significato propri, che dà la possibilità di indicare un oggetto. Se il concetto (significato del termine concettuale) è vuoto, il termine non è utilizzabile scientificamente. Giudicare consiste nel far progredire il pensiero al valore di verità. Il nome proprio ha la facoltà di riferirsi a un unico determinato oggetto, a differenza del termine concettuale, che si riferisce a più oggetti. Ai fini scientifici, se il significato del termine concettuale è vuoto (in analogia con un nome proprio che non si riferisca a un oggetto), esso non avrebbe senso perché non potrebbe essere riferito ad alcun oggetto.

### Senso e denotazione
Il problema dell'uguaglianza porta a riflettere sul concetto di segno. Infatti se a = a è vero a priori, a = b va verificato. È solo una relazione fra i segni, o anche fra i designati? Ogni segno è legato a qualcosa di designato, la cosiddetta Denotazione (Bedeutung), ma anche al modo con cui esso è espresso, il Senso (Sinn).
Segno o Nome: un'espressione in grado di fare le veci di un nome proprio, il cui significato sia un oggetto determinato, ma non un concetto o una relazione. Il nome proprio è un'espressione che designa un oggetto particolare.
Rapporto Segno-Senso Denotazione: un segno ha un senso determinato, e questo, a sua volta, un significato determinato. Un significato, non ha invece un unico senso, ma più sensi (per esempio "Stella della sera" e "Stella del mattino" si riferiscono entrambi al pianeta Venere). Non sempre una frase, per quanto possa avere un senso, ha un significato determinato ("Ulisse giunse a Itaca immerso in un sonno profondo").
Rappresentazione (Bild): immagine prodotta dal soggetto su un senso e significato. Essa è soggettiva. Quindi:
Rappresentazione (soggetto) - Senso (universale per entrambi) - Denotazione (oggetto).
Parole, enunciati ed espressioni si possono distinguere per rappresentazione, senso o significato o per tutti e due contemporaneamente. Nell'enunciato: il pensiero è il senso; il valore di verità è il significato. Nel giudizio si vede se l'enunciato è Vero o Falso. C'è il passaggio dal senso al significato.
Il giudizio quindi è il progredire dal pensiero al suo valore di verità.
Frege stesso esemplifica il concetto con la metafora della luna osservata attraverso un cannocchiale: la luna è il significato, l'immagine sulla retina è la rappresentazione (soggettiva e diversa per ciascuno), mentre l'immagine sulla lente del cannocchiale è il senso (oggettivo, ma variabile a seconda del punto di osservazione).

### Concetto e oggetto
Concetto: in senso logico, termine che può fungere da predicato.
Nome d'oggetto: nome proprio che non può fungere da predicato grammaticale.
Un oggetto cade sotto un concetto e il predicato grammaticale ha per significato un oggetto. Il cadere di un oggetto sotto un concetto non è invertibile, pertanto questo rapporto non è un'uguaglianza. Ogni concetto può cadere sotto un altro concetto di ordine superiore. Solitamente negli asserti si trova l'articolo determinativo per indicare oggetti e l'indeterminativo per indicare concetti. Nell'accezione linguistica l'oggetto e il concetto sono il soggetto e il predicato.
Il concetto è sempre predicativo anche quando si fa una affermazione attorno a esso, può essere sostituito da un altro concetto, ma mai da un oggetto. Ciò che si afferma di un concetto non può mai attribuirsi a un oggetto.

### Pensiero e giudizio
Nel testo Begriffsschrift per la prima volta viene analizzata la distinzione tra pensiero e giudizio. Per Frege il primo sta a identificare l'attività della mente a capire il significato di una determinata frase, mentre il secondo è il progredire del pensiero al valore di verità. La loro distinzione è materialmente sottolineata da dei segni posti prima delle frasi:
- "―" è detto segno di contenuto e serve a mostrare il significato della frase che segue;
- "|―" è detto segno di giudizio ed è il segno che esprime il giudizio o asserzione.

Se ad esempio avessimo "― La Terra gira", la barra orizzontale può essere sostituita con espressioni come la proposizione che o la circostanza che, quindi il suo contenuto deve essere un contenuto sul quale non si è ancora pronunciato alcun giudizio. Se avessimo invece "|― La Terra gira", allora dovremmo considerare la frase "La Terra gira" come un'asserzione. La loro differenza è fondamentale: anche gli avversari di Galilei, che non credevano che la Terra girasse, capivano cosa volesse dire la frase. Si capisce quindi come il significato della frase sia indipendente dall'atto del giudizio.

## Opere
- Begriffsschrift, eine der arithmetischen nachgebildete Formelsprache des reinen Denkens ("Ideografia"), Halle a. S., 1879.
- Die Grundlagen der Arithmetik: eine logisch-mathematische Untersuchung über den Begriff der Zahl ("I fondamenti dell'aritmetica"), Breslau, 1884.
- Funktion und Begriff ("Funzione e concetto"), Jena, 1891.
- Über Sinn und Bedeutung ("Senso e significato"), in Zeitschrift für Philosophie und philosophische Kritik, C (1892): 25-50.
- Über Begriff und Gegenstand, in Vierteljahresschrift für wissenschaftliche Philosophie, XVI (1892): 192-205.
- Grundgesetze der Arithmetik ("I principi dell'aritmetica"), Jena: Verlag Hermann Pohle, Vol. I (1893), Vol. II (1903).
- Was ist eine Funktion?, in Festschrift Ludwig Boltzmann gewidmet zum sechzigsten Geburtstage, 20 febbraio 1904, S. Meyer (ed.), Leipzig, 1904, pp. 656–666.
- "Der Gedanke." Eine logische Untersuchung ("Il pensiero"), in Beiträge zur Philosophie des Deutschen Idealismus I (1918-1919): 58-77.
- Die Verneinung ("La negazione"), in Beiträge zur Philosophie des Deutschen Idealismus I (1918-1919): 143-157.
- Gedankengefüge ("La composizione dei pensieri"), in Beiträge zur Philosophie des Deutschen Idealismus III (1923): 36-51.

Lista cronologica completa delle opere di Frege (in Inglese)